# Goudhaas
De goudhaas (Dasyprocta leporina), ook wel boskonijn, goudagoeti, gewone agoeti of Braziliaanse agoeti genoemd, is een middelgroot knaagdier uit de familie van de Agoeti's en acouchy's (Dasyproctidae). De wetenschappelijke naam van de soort werd als Mus leporinus in 1758 gepubliceerd door Carl Linnaeus.
De goudhaas is 40–62 cm lang. Het dier heeft een slank gebouwd lichaam en dunne poten. De vacht is goudbruin. De goudhaas bewoont het Amazoneregenwoud van Venezuela, Guyana, Suriname en Brazilië. Het is een dagactief dier dat zich voedt met zaden en afgevallen vruchten. De goudhaas kan snel rennen en goed springen.